# 디지털 오디오
디지털 오디오(Digital audio)는 사운드 재생을 위한 디지털 신호이다. 아날로그-디지털 변환회로, 디지털-아날로그 변환회로, 기억 장치, 전송을 포함한다.

## 디지털 오디오 기술
- DAB (디지털 오디오 방송)
- 디지털 오디오 워크스테이션
- 디지털 오디오 플레이어

## 디지털 오디오 인터페이스
오디오 인터페이스:
- AC97 (Audio Codec 1997) 인터페이스 (PC 메인보드의 집적 회로에 쓰인다)
- ADAT 인터페이스
- AES/EBU 인터페이스 (XLR 커넥터 포함)
- AES47, 전문 AES3 디지털 오디오 (비동기 전송 모드 네트워크)
- I²S (인터 IC 사운드) - 집적 회로
- MADI 다중 채널 오디오 디지털 인터페이스
- MIDI 낮은 대역의 악기 데이터 전달. 음성따위의 소리는 전달하지 않는다.
- S/PDIF, - 동축 케이블 또는 TOSLINK
- TDIF, 테스캠 - D-sub 케이블

원칙적으로, 어떤 디지털 버스(USB, 파이어와이어, PCI)라도 디지털 오디오를 전달할 수 있다.

## 같이 보기
- 디지털 영화
- 오디오 신호 처리
- 디지털 오디오 워크스테이션
- 비트 깊이
- 소프트웨어 신지타이저